# Smørum Herred
Smørum Herred var et herred i Københavns Amt. Det ligger midt i amtet. I den sydlige ende støder det op til Tune Herred og har et stykke kyst ved Køge Bugt. Mod øst grænser det op til Sokkelund Herred og mod vest til Ramsø Herred. I nord grænser det til Frederiksborg Amt. Herredet hørte i middelalderen under Sjællands Østersyssel.

## Provstier
Provstier i Smørum Herred:
- Ballerup-Værløse Provsti
- Glostrup Provsti
- Høje Taastrup Provsti
- Rødovre-Hvidovre Provsti (Avedøre Sogn ligger i Smørum Herred)

## Sogne
Sogne i Smørum Herred:
- Avedøre Sogn
- Ballerup Sogn
- Brøndby Strand Sogn
- Brøndbyvester Sogn
- Brøndbyøster Sogn
- Glostrup Sogn
- Hedehusene Sogn
- Herstedvester Sogn
- Herstedøster Sogn
- Hvidovre Sogn, ved grænsen imellem Sokkelund Herred og Smørum Herred.
- Høje Tåstrup Sogn
- Ishøj Sogn
- Ledøje Sogn
- Måløv Sogn
- Nygårds Sogn
- Opstandelseskirkens Sogn
- Pederstrup Sogn
- Rødovre Sogn, ved grænsen imellem Sokkelund Herred og Smørum Herred.
- Rønnevang Sogn
- Sengeløse Sogn
- Skovlunde Sogn
- Smørum Sogn
- Torslunde Sogn
- Tåstrup Nykirke Sogn
- Vallensbæk Sogn
- Værløse Sogn